# Прва лига Луксембурга у фудбалу
Прва лига Луксембурга је највише фудбалско такмичење у Луксембургу. Лига је настала 1910. и њом управља Фудбалски савез Луксембурга.

## Прваци
| - 1909/10: Расинг Клуб Луксембург - 1910/11: Спортинг Клуб Луксембург - 1911/12: Холерих - 1912-1913: Није играно - 1914: Холерих - 1915: Холерих - 1916: Холерих - 1917: Холерих - 1918: Фола Еш - 1919: Спортинг Клуб Луксембург - 1919/20: Фола Еш - 1920/21: Женес Еш - 1921/22: Фола Еш - 1923: Ред Бојс Диферданж - 1924: Фола Еш - 1925: Спора Луксембург - 1926: Ред Бојс Диферданж - 1927: Јунион Луксембург - 1928: Спора Луксембург - 1929: Спора Луксембург - 1930: Фола Еш - 1931: Ред Бојс Диферданж - 1932: Ред Бојс Диферданж - 1933: Ред Бојс Диферданж - 1934: Спора Луксембург - 1935: Спора Луксембург - 1936: Спора Луксембург | - 1937: Женес Еш - 1938: Спора Луксембург - 1939: Стад Диделанж - 1940: Стад Диделанж - 1941-1944: Није играно - 1945: Стад Диделанж - 1946: Стад Диделанж - 1947: Стад Диделанж - 1948: Стад Диделанж - 1949: Спора Луксембург - 1950: Стад Диделанж - 1951: Женес Еш - 1952: Национал Шифланг - 1953: Прогрес Нидеркорн - 1954: Женес Еш - 1955: Стад Диделанж - 1956: Спора Луксембург - 1957: Стад Диделанж - 1958: Женес Еш - 1959: Женес Еш - 1960: Женес Еш - 1961: Спора Луксембург - 1962: Јунион Луксембург - 1963: Женес Еш - 1964: Арис Боневуа - 1965: Стад Диделанж - 1966: Арис Боневуа | - 1967: Женес Еш - 1968: Женес Еш - 1969: Авенир Беген - 1970: Женес Еш - 1971: Јунион Луксембург - 1972: Арис Боневуа - 1973: Женес Еш - 1974: Женес Еш - 1975: Женес Еш - 1976: Женес Еш - 1977: Женес Еш - 1978: Прогрес Нидеркорн - 1979: Ред Бојс Диферданж - 1980: Женес Еш - 1981: Прогрес Нидеркорн - 1982: Авенир Беген - 1983: Женес Еш - 1984: Авенир Беген - 1985: Женес Еш - 1986: Авенир Беген - 1987: Женес Еш - 1988: Женес Еш - 1989: Спора Луксембург - 1990: Јунион Луксембург - 1990/91: Јунион Луксембург - 1991/92: Јунион Луксембург - 1992/93: Авенир Беген | - 1993/94: Авенир Беген - 1994/95: Женес Еш - 1995/96: Женес Еш - 1996/97: Женес Еш - 1997/98: Женес Еш - 1998/99: Женес Еш - 1999/00: Ф91 Диделанж - 2000/01: Ф91 Диделанж - 2001/02: Ф91 Диделанж - 2002/03: Гревенмахер - 2003/04: Женес Еш - 2004/05: Ф91 Диделанж - 2005/06: Ф91 Диделанж - 2006/07: Ф91 Диделанж - 2007/08: Ф91 Диделанж - 2008/09: Ф91 Диделанж - 2009/10: Женес Еш - 2010/11: Ф91 Диделанж - 2011/12: Ф91 Диделанж - 2012/13: Фола Еш - 2013/14: Ф91 Диделанж - 2014/15: Фола Еш - 2015/16: Ф91 Диделанж - 2016/17: Ф91 Диделанж |

## Успешност тимова
| Клуб                     | Титула |
| ------------------------ | ------ |
| Женес Еш                 | 28     |
| Ф91 Диделанж             | 13     |
| Спора Луксембург         | 11     |
| Стад Диделанж            | 10     |
| Фола Еш                  | 7      |
| Ред Бојс Диферданж       | 6      |
| Јунион Луксембург        | 6      |
| Авенир Беген             | 6      |
| Холерих                  | 5      |
| Прогрес Нидеркорн        | 3      |
| Арис Боневуа             | 3      |
| Спортинг Клуб Луксембург | 2      |
| Гревенмахер              | 1      |
| Национал Шифланг         | 1      |
| Расинг Клуб Луксембург   | 1      |

## УЕФА ранг листа
Стање на дан 28. мај 2015.
- 42  Прва лига Македоније
- 43  Премијер лига Ирске
- 44  Прва лига Луксембурга
- 45  Премијер лига Малте
- 46  Лихтенштајн
- Цела листа Архивирано на веб-сајту  (16. март 2021)